# Szymonowo
Szymonowo (deutsch Groß Simnau) ist eine Ortschaft in Polen, etwa zwölf Kilometer westlich von Morąg (deutsch Mohrungen). Das Dorf gehört zur Gemeinde (polnisch gmina) Małdyty im Powiat Ostródzki, Wojewodschaft Ermland-Masuren. Szymonowo ist der Sitz eines Schulzenamtes der Gmina Małdyty, zu dem neben der Ortschaft Szymonowo selbst auch noch die Ortschaft Plękity (deutsch Plenkitten) gehört.
Etwa einen Kilometer östlich von Szymonowo befindet sich der See Ruda Woda (deutsch Röthloffsee).

## Geschichte
Im ehemaligen Ostpreußen war Simnau ein Gut.
Die letzten Gutsbesitzer waren die Grafen Hans Nikolaus Finck von Finckenstein (Kammerherr der Viktoria Luise von Preußen) und sein Sohn Hans Wolfram Finck von Finckenstein (Agrarhistoriker und Schriftsteller). 1929 konnte der Besitz nicht mehr gehalten werden und wurde aufgesiedelt. Anfang des 20. Jahrhunderts betrug die Gutsgröße 1500 ha. Zum Gut gehörten Gehöfte, eine Molkerei, eine Ziegelei und ein Sägewerk. Das Vorwerk des Gutes war Dosnitten. 
Zwischen 1525 und 1945 war Groß Simnau der Sitz einer evangelisch-lutherischen Kirchengemeinde. Um 1900 gehörten zur Kirchengemeinde die Orte Groß Simnau, Bagnitten, Dosnitten, Höfen, Groß und Klein Kanten, Linkenau (Dorf und Gut), Plenkitten, Plössen, Schmolainen, Klein Simnau und Wodigehnen. Der Pfarrer war gleichzeitig Ortsschulinspektor über die drei Volksschulen in Groß Simnau, Bagnitten und Linkenau, an denen insgesamt drei Lehrer angestellt waren. Patron der Pfarrkirche war Graf von Finckenstein-Groß Simnau. Die Gemeinde hatte knapp 1100 Mitglieder.
Das Gut Groß Simnau hatte im 19. Jahrhundert den Status eines Gutsbezirks. Ab 1874 bildete er zusammen mit der Landgemeinde Klein Simnau den Amtsbezirk Groß Simnau im Landkreis Mohrungen. Spätestens ab 1883 wurde zum Amtsbezirk auch der südliche Teil des Röthloffsees gezählt, der fiskalisch als Gutsbezirk Mohrungen, Domänenamt (später Gutsbezirk Röthloffsee) bezeichnet wurde. Im Rahmen einer Gebietsreform wurden die Gutsbezirke Groß Simnau und Röthloffsee aufgelöst und in die Landgemeinde Klein Simnau eingemeindet. Die neugebildete Gebietskörperschaft bekam den Namen Landgemeinde Simnau. 1935 wurde der amtliche Name in Gemeinde Simnau abgeändert. Die Gemeinde Simnau umfasste die Ortschaften Dosnitten (Dziśnity), Linkswinkel (heute namenlos), Groß Simnau (Szymonowo) und Klein Simnau (Szymonowko). Amtsbezirk und Gemeinde Simnau existierten in dieser Form bis 1945.
Das zu Beginn des 20. Jahrhunderts gebaute Gutshaus wird heute als Kinderheim genutzt.